# Newtonmore
Newtonmore (schottisch-gälisch Baile Ùr an t-Sléibh) ist eine Ortschaft in der schottischen Council Area Highland. Sie liegt in der historischen Region Badenoch am Oberlauf des Spey, etwa 5 Kilometer südwestlich von Kingussie und 25 Kilometer südwestlich von Aviemore. Der gälische Name bedeutet in etwa Neuer Ort am Moor. Newtonmore gehört zur Civil Parish Kingussie and Insh, die unter anderen auch die benachbarten Orte Kingussie und Dalwhinnie umfasst. Der Ort hat etwa 1000 Einwohnerinnen und Einwohner.

## Geschichte
Newtonmore hat eine vergleichsweise junge Geschichte, die in der zweiten Hälfte des 18. Jahrhunderts beginnt. An der Stelle des heutigen Ortes wurden jedoch Spuren entdeckt, die auf ein römisches Lager hindeuten, ein definitiver Nachweis dafür konnte jedoch bislang nicht erbracht werden. Das Gebiet gehörte seit dem Spätmittelalter zum Bereich des Clans Macpherson, der aus dem Gebiet von Badenoch stammt. Bis Ende des 17. Jahrhunderts existierte jedoch an der Stelle des heutigen Ortes keine nennenswerte Siedlung. Lediglich die Banchor Farm am heutigen Westrand des Orts ist bereits seit 1645 belegt. Weitere Ansiedlungen gab es im westlich liegenden Glen Banchor, dem Tal des River Calder, der bei Newtonmore in den Spey mündet. In den 1750er Jahren entstand die heute durch Newtonmore führende Straße im Tal des Spey als Teil des nach den Aufständen der Jakobiten von der britischen Regierung angelegten Militärstraßennetzes. Nördlich der 1756 errichteten Brücke über den Spey entstanden erste Häuser an der Stelle des heutigen Orts. Die Highland Clearances mit der Vertreibung vieler Bewohner der Highlands zugunsten der Schafzucht führten dazu, dass weitere Anwesen im Speytal entstanden, vor allem bisherige Bewohner des Glen Banchor siedelten sich dort an. Mauerreste der früheren Siedlungen sind im Glen Banchor noch zu finden.
Erstmals als Ort bezeichnet wurde das heutige Newtonmore 1823, damals noch unter der Bezeichnung Moor of Strone oder Strone-muir. Er zählte damals etwa 50 bis 60 Einwohner. Zuvor war 1817 durch Thomas Telford eine  Parliamentary road nach Fort William erbaut worden und bereits 1808 ein Ersatz für die alte Speybrücke errichtet worden. 1828 erhielt der Ort den heutigen Namen, zunächst noch als Newtown-more, was „Der neue Ort auf dem Moor“ bedeutete. Die verkehrsgünstige Lage an der Hauptverbindungsstraße zwischen Inverness und dem Central Belt ließ den Ort weiter wachsen. 1863 entstand die heutige Highland Main Line zwischen Inverness und Perth. Newtonmore erhielt einen Bahnhof an der Strecke, der Ort erhielt damit weitere Wachstumsimpulse. 1890 wurde der lokale Shinty-Club, der Newtonmore Camanachd Club, gegründet, der zu den erfolgreichsten schottischen Vereinen in dieser Sportart zählt. 1892 bestand der Ort aus 88 Häusern mit 364 Einwohnern. In den Folgejahren wuchs der Ort weiter und entwickelte sich zu einem beliebten Ziel für Sommertouristen. 1929 hatte der Ort rund 800 Einwohner, es gab unter anderem sieben Lebensmittelhändler, zwei Fleischer, drei Schneider, zwei Schuhmacher und einen Zeitungsladen. 91 Häuser standen zur Miete für Sommergäste zur Verfügung.
Nach dem Zweiten Weltkrieg ging die Zahl der Sommergäste zurück. Der Bau der neuen A9 in den 1970er Jahren östlich des Ortes auf der anderen Talseite führte zwar zu einer deutlichen Reduzierung der Belastungen durch Straßenlärm und Abgase, für die örtliche Geschäftswelt war damit jedoch auch ein Kundenverlust durch weniger Durchreisende verbunden. Seit etwa 30 Jahren liegt die Einwohnerzahl etwa bei 1000 Einwohnern. 1995 zog das Highland Folk Museum von Kingussie auf sein heutiges Gelände in Newtonmore.

## Wirtschaft, Infrastruktur, Tourismus und Sport
Newtonmore ist im Sommer ein beliebter Ausgangspunkt für Wanderungen und Touren in die umliegende Bergwelt der Monadh Liath und der Cairngorms. Auch der Fernwanderweg East Highland Way führt durch Newtonmore. Im Ort gibt es daher mehrere Hotels, Bed and Breakfasts, Ferienwohnungen sowie zwei Campingplätze. Es existieren auch diverse Cafés und Restaurants, ein Postamt sowie eine Tankstelle. Newtonmore ist Standort einer Primary School und besitzt eine Village Hall für lokale Veranstaltungen. Die Kirche des Ortes, die um 1900 erbaute St Brides Church gehört zur Church of Scotland
Seit 1995 hat das Highland Folk Museum, ein Freilichtmuseum mit originalen und rekonstruierten Bauten aus den Highlands, seinen Standort in Newtonmore. Das Clan Macpherson Museum besteht seit 1952 in Newtonmore und bietet einen Überblick über die Geschichte des Clans Macpherson.
Newtonmore besitzt einen Golfplatz. Die lokale Shinty-Mannschaft des Newtonmore Camanachd Club ist eine der erfolgreichsten Shinty-Mannschaften des Landes und hat den nationalen Camanachd Cup bereits 34-mal gewonnen, öfter als jede andere Mannschaft.

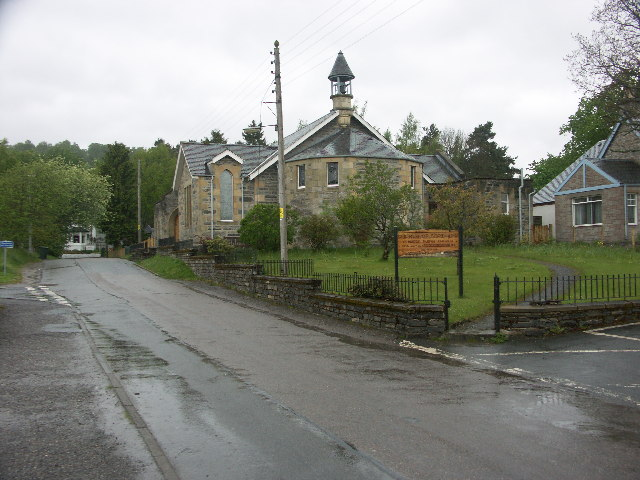
Die St Brides Church
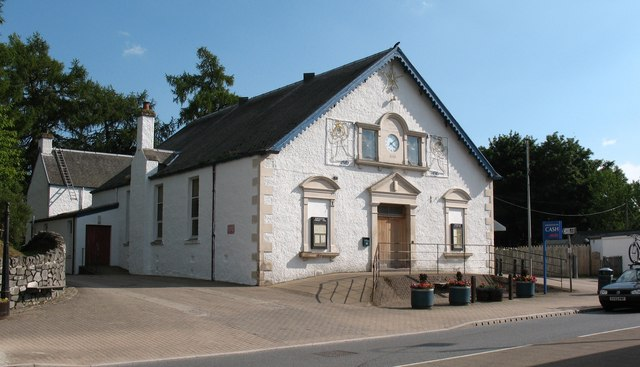
Die Village Hall von Newtonmore
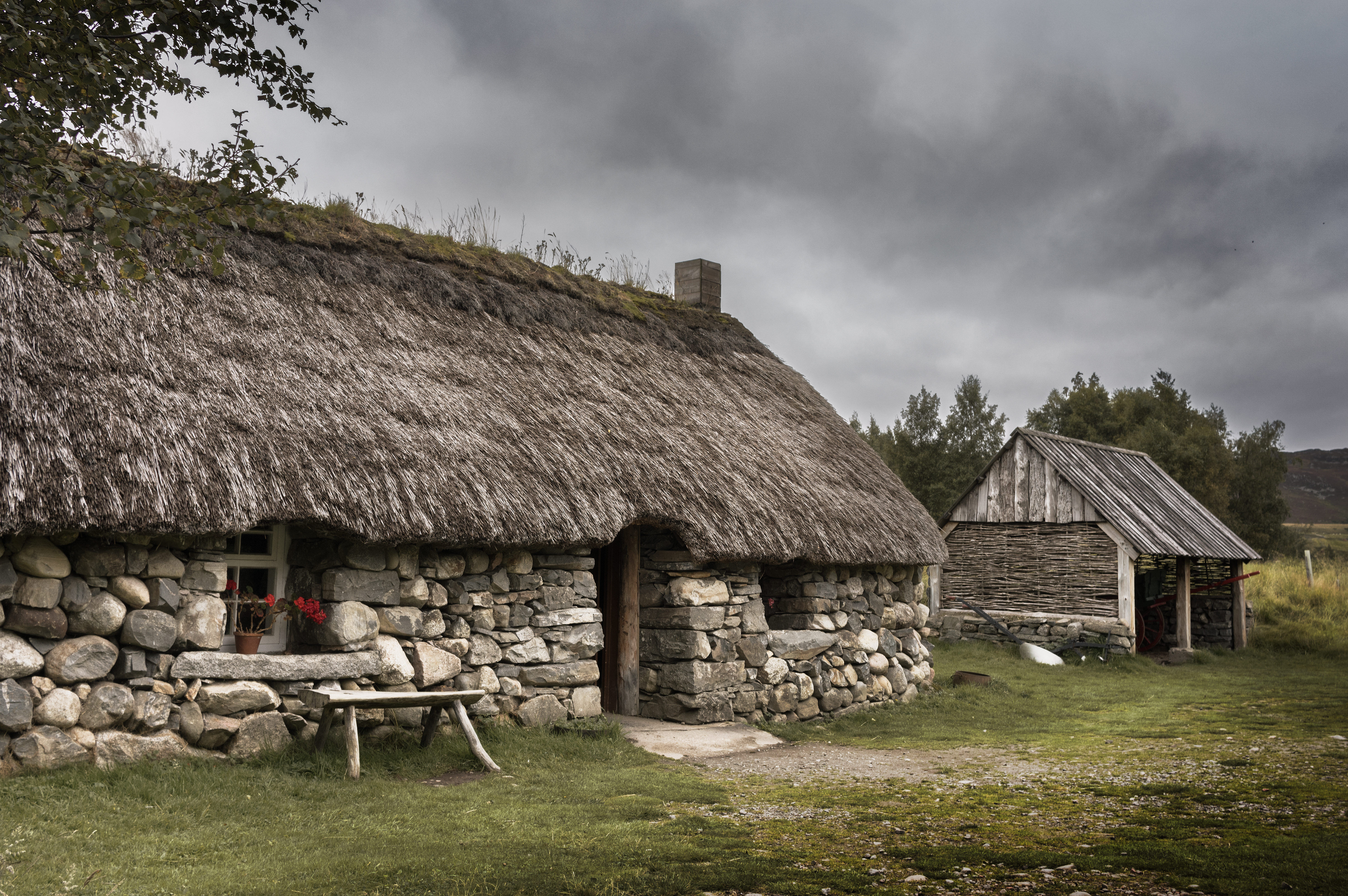
Strohgedecktes Crofterhaus im Highland Folk Museum
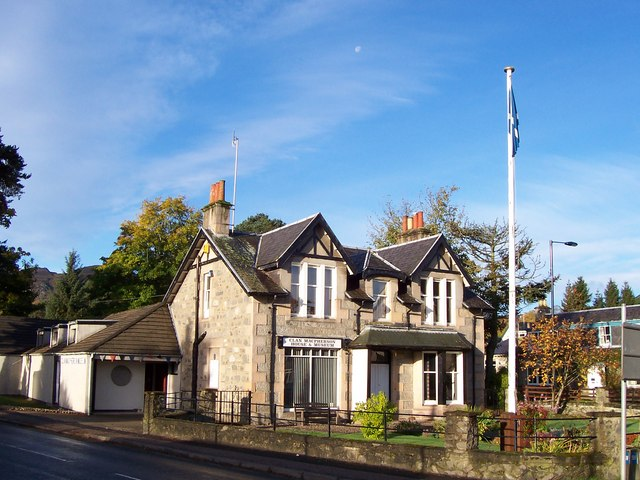
Das Clan Macpherson Museum
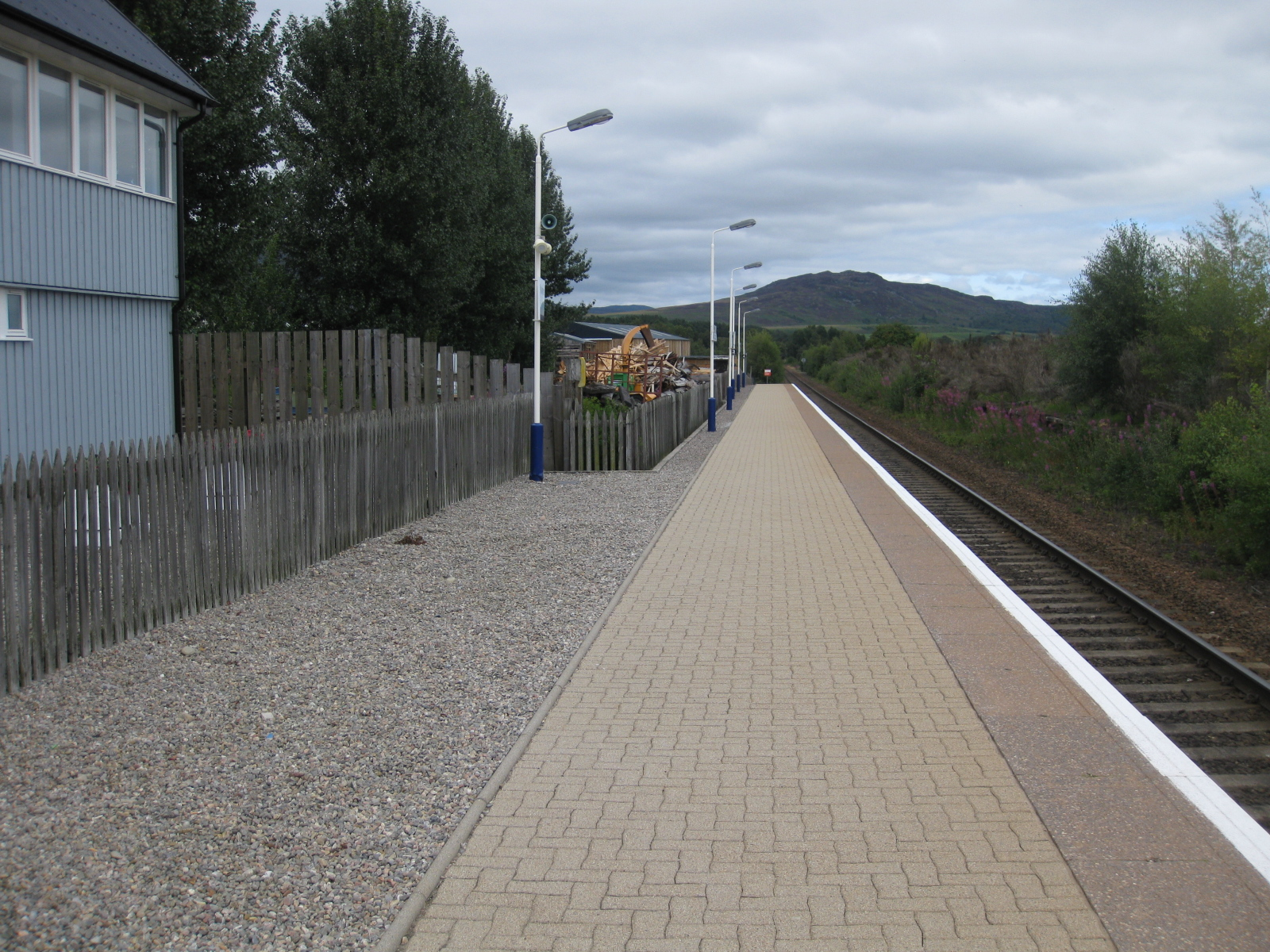
Newtonmore Station

## Verkehr
Bis Ende der 1970er Jahre führte die A9 über die Main Street durch Newtonmore. Nach dem Bau der Umgehungsstraße wurde die ursprünglich am Westrand von Newtonmore endende A86 von Spean Bridge durch den Ort bis Kingussie verlängert. Seit 1863 besitzt Newtonmore einen Bahnhof an der Highland Main Line, das alte Bahnhofsgebäude wird jedoch nicht mehr für Bahnzwecke genutzt. Es existiert lediglich noch ein Gleis mit Bahnsteig. Scotrail bietet Verbindungen nach Inverness, Edinburgh und Glasgow an. Mit dem Caledonian Sleeper besteht eine Direktverbindung mit Schlafwagen nach London. Scottish Citylink bedient Newtonmore mit Fahrten zwischen Inverness und Edinburgh, Stagecoach bietet einen regionalen Busverkehr im Speytal von Newtonmore über Aviemore bis Carrbridge an.

## Persönlichkeiten
- Phil Macpherson (1903–1981), schottischer Rugbyspieler und Offizier
- Jimmy Bain (1947–2016), schottischer Musiker